# Hoya curtisii
Hoya curtisii ist eine Pflanzenart der Gattung der Wachsblumen (Hoya) aus der Unterfamilie der Seidenpflanzengewächse (Asclepiadoideae).

## Merkmale
Hoya curtisii wächst als windende, epiphytische, ausdauernde krautige Pflanze. Die Sprossachsen messen nur etwa 0,2 cm im Durchmesser. Die gegenständig angeordneten Laubblätter sind kurz gestielt. Die fleischige bis leicht sukkulente, einfache Blattspreite ist fast rundlich oder elliptisch mit einer langen ausgezogen Spitze. Die Oberfläche ist dunkelgrün mit zahlreichen silbrigen Flecken. Die Blätter messen 1,5 cm in der Länge und 1,5 bis 2 cm in der Breite.
Der Blütenstand enthält bis zu etwa 30 Blüten (10 bis 25 Blüten). Die zwittrige, radiärsymmetrische, fünfzählige Blüte weist einen Durchmesser von etwa 2 cm auf. Die fünf Kronblätter sind in voll aufgeblühten Zustand weit zurückgebogen, aber leicht nach innen gekrümmt. Die Oberseite ist dicht behaart. Die Farbe variiert von mattgelb, grünlich-gelb bis gelblich-braun. Die Nebenkrone ist cremeweiß mit einem roten Zentrum.

## Verbreitung und Systematik
Hoya curtisii kommt auf den Philippinen, in Thailand und Malaysia vor.
Das Holotypusexemplar wurde im Oktober 1892 von C. Curtis in der Nähe von Taiping (Bundesstaat Perak, Malaysia) gefunden und im Herbarium des Botanischen Gartens Singapur hinterlegt. Hoya curtisii ist nach Charles Henry Curtis benannt. Die Erstbeschreibung von Hoya curtisii erfolgte 1908 durch George King und James Sykes Gamble in Journal of the Asiatic Society of Bengal, Part 2, Natural History Calcutta, S. 563. Ein Synonym für Hoya curtisii King & Gamble ist Hoya pruinosa (Blume) Miquel.